# فرامبتون (كيبك)
فرامبتون (بالإنجليزية: Frampton, Quebec)‏ هي بلدية محلية في كيبيك تقع في كندا في La Nouvelle-Beauce Regional County Municipality. يقدر عدد سكانها بـ 1,393 نسمة ومساحتها 151.50 كم2 .